# Villepinte (Sena-Saint Denis)

Villepinte en la Petite Couronne.

 Villepinte  es una población y comuna francesa, en la región de Isla de Francia, departamento de Sena-San Denis, en el distrito de Le Raincy. La comuna conforma por sí sola el cantón homónimo.

## Demografía
| 260 | 294 | 284 | 291 | 295 | 287 | 291 | 313 | 302 | 316 | 332 | 271 | 290 | 334 | 483 | 446 | 589 | 646 | 582 | 633 | 639 | 2 178 | 3 137 | 3 893 | 3 785 | 5 503 | 7 660 | 12 103 | 17 565 | 23 745 | 30 303 | 33 782 | 35 444 |
| Para los censos de 1962 a 1999 la población legal corresponde a la población sin duplicidades (Fuente: INSEE [Consultar]) |     |     |     |     |     |     |     |     |     |     |     |     |     |     |     |     |     |     |     |     |       |       |       |       |       |       |        |        |        |        |        |        |

Forma parte de la aglomeración urbana parisina.